# (27841) 1994 PS36
A (27841) 1994 PS36 a Naprendszer kisbolygóövében található aszteroida. Eric Walter Elst fedezte fel 1994. augusztus 10-én.